# Goniocarsia subdentata
Goniocarsia subdentata är en fjärilsart som beskrevs av William Schaus. Goniocarsia subdentata ingår i släktet Goniocarsia och familjen nattflyn. Inga underarter finns listade i Catalogue of Life.